# Račički Brijeg
Račički Brijeg je naselje u Republici Hrvatskoj, u sastavu Grada Buzeta, Istarska županija. 

## Stanovništvo
Prema popisu stanovništva iz 2001. godine, naselje je imalo 48 stanovnika te 16 obiteljskih kućanstava.
Prema popisu stanovništva iz 2011. godine, naselje je imalo 51 stanovnika.
| broj stanovnika |       |       | 82    | 79    | 107   | 133   |       |       | 107   | 103   | 70    | 54    | 42    | 52    | 48    | 51    | 67    |
|                 | 1857. | 1869. | 1880. | 1890. | 1900. | 1910. | 1921. | 1931. | 1948. | 1953. | 1961. | 1971. | 1981. | 1991. | 2001. | 2011. | 2021. |